# Zykowa (obwód irkucki)
Zykowa (ros. Зыкова) – wieś (dieriewnia) w Rosji, w obwodzie irkuckim, w rejonie irkuckim. W 2010 liczyła 167 mieszkańców.